# 遠野馬の里
遠野馬の里（とおのうまのさと）は、岩手県遠野市にある競走馬、乗用馬育成調教施設である。1998年（平成10年）に日本初の乗用馬生産施設として設立された。運営者は社団法人遠野市畜産振興公社。

## 事業
馬産地である遠野の、馬を主体とした活性化を図る。
競走馬の育成調教施設管理・運営
最大160頭入厩可能な厩舎を持ち、新馬の調教、競走馬の訓練をする競走馬預託業務を行う。
乗用馬の育成調教
地元産馬を1年間調教し、乗用馬市場に上場する馬事総合振興基金事業や、一般の乗用馬を預かり調教、休養する預託業務を行う。
乗用馬・農用馬の繁殖改良
乗用に適したウェストファーレン種、アングロアラブ種、トラケーネン種、農用に適したブルトン種の種馬による繁殖種付業務を行う。
乗用馬ふれあい事業
乗馬教室、ポニー・馬の引き馬や馬車の体験、障害者乗馬体験事業の他、近隣の教育機関等に出張ふれあいサービスの提供を行う。

## 千葉幹夫
遠野馬の里苑長を務める千葉幹夫（ちば みきお、1935年5月1日－2015年12月8日）は、オリンピック総合馬術の選手として活躍した馬術家である。
北海道大学馬術部で馬術を始め、獣医として就職した日本中央競馬会でも競技を続けた。総合馬術の選手として出場した1964年（昭和39年）の東京オリンピックでは34位（乗馬：真歌）、1968年（昭和43年）のメキシコシティオリンピックでは失権（乗馬：ジョセフィン）の成績を残す。フランスのソミュール騎兵学校の教官で、メキシコシティオリンピックの障害馬術選手である騎兵大尉ピエール・デュランが講師として半年間来日した際に指導を受け、その推薦をもってフランスの奨学金を得てソミュール騎兵学校に学ぶ。その後、後進の指導にあたり、1988年（昭和63年）4月から1989年（平成元年）2月まで馬事公苑苑長を務める。1996年（平成8年）に遠野馬の里の前身である職員養成所の所長として赴任した。「馬は人間の鏡」との考えを持つ。

## 主な施設

### 競走馬育成調教施設
- 厩舎（8棟、最大160頭が収容可能）
- 走路馬場（一周約1,000m、幅員20m）
- 屋根付坂路馬場（直線約700m、幅員約10mのウッドチップ坂路馬場）
- 逍遥馬道（延長700m、幅員5m）
- 覆馬場（40m×65m (2,600m2)）
- 放牧地（50,000m2 (5ha)）
- サンシャインパドック
- ウォーキングマシーン（2基）
- ロンギング馬場（屋根なし2棟、屋根付1棟）
- 検疫厩舎

### 繁殖改良施設
- 種雄馬厩舎（12頭収容、サンシャインパドック併設）
- 種馬パドック
- 種雌馬厩舎
- 試情場（雌馬の発情状況を観察する施設）
- 種付場
- 診療施設（本交の他人工受精師協会の実証展示を行う）

### ホースパーク
- クラブハウス
- 角馬場（50m×50m）
- 覆馬場
- ふれあい広場
- ホースパーク厩舎（10頭収容）
- トレイルコース（繁殖改良施設の周囲を回る810mのウッドチップコース）

## 所在地
岩手県遠野市松崎町駒木4地割120-5

## 主な施設利用競走馬
- スズカフェニックス
- スズカデヴィアス